# Lukáš Mensator
Lukáš Mensator (* 18. August 1984 in Sokolov, Tschechoslowakei) ist ein ehemaliger tschechischer Eishockeytorwart, der zuletzt beim EHC Freiburg in der DEL2 unter Vertrag stand.

## Karriere
Lukáš Mensator begann seine Karriere als Eishockeyspieler in seiner Heimatstadt in der Jugend des HC Baník Sokolov. Später wechselte er zum HC Karlovy Vary, für den er bis 2002 in der U18- und U20-Extraliga aktiv war. Anschließend wurde er im NHL Entry Draft 2002 in der dritten Runde als insgesamt 83. Spieler von den Vancouver Canucks ausgewählt. Daraufhin spielte der Torwart von 2002 bis 2004 zwei Jahre lang in der kanadischen Juniorenliga Ontario Hockey League, wo er für die Ottawa 67’s, die ihn beim CHL Import Draft 2002 als Gesamtvierten gezogen hatten, zwischen den Pfosten stand. Mit den 67’s erreichte er 2003 das Finale um den J. Ross Robertson Cup, allerdings scheiterte sein Team an den Kitchener Rangers. 2004 kehrte er zurück nach Tschechien und spielt seither für seinen Heimatverein in der Extraliga.
Am Ende der Spielzeit 2004/05 wurde er an den BK Mladá Boleslav ausgeliehen und erreichte mit diesem das Playoff-Halbfinale der 1. Liga. Ab der Saison 2007/08 war er Stammtorhüter der Karlsbader und erreichte 2008 die tschechische Vizemeisterschaft. Ein Jahr später wurde er mit Energie tschechischer Meister, als er mit seinen Mannschaftskameraden den HC Slavia Prag in der Best-of-seven-Serie mit 4:2 Siegen bezwang. Mensator wurde nach der Spielzeit zum Playoff-MVP und Torhüter des Jahres gekürt. Nachdem er 2013 bis 2015 beim HC Škoda Plzeň und 2015/16 bei Rytíři Kladno gespielt hatte, zog es ihn nach Deutschland, wo er noch ein Jahr in der DEL2 beim EHC Freiburg im Tor stand.
Nach seinem Karriereende stieg Mensator in das Trainergeschäft ein. Zunächst war er bis 2021 in seiner Heimatstadt beim HC Baník Sokolov tätig. Daneben kümmerte er sich 2019/20 auch um die Nachwuchstorhüter sejnes früheren Klubs HC Energie Karlovy Vary. Seit 2021 ist er Torwarttrainer und Teammanager des BK Mladá Boleslav.

### International
Für Tschechien nahm Mensator an der U18-Junioren-Weltmeisterschaft 2002, als er mit dem Team die Bronzemedaille gewann und persönlich zum besten Torhüter und in das All-Star-Team gewählt wurde, der U20-Junioren-Weltmeisterschaft 2003 und 2004 teil. Ab 2007 gehörte er bei Freundschaftsspielen und Spielen der Euro Hockey Tour dem Kader der Herrenauswahl an, aber erst 2009 wurde er für seine erste und einzige Weltmeisterschaft der Herren nominiert. Dort kam er jedoch icht zum Einsatz.

## Erfolge und Auszeichnungen
- 2003 OHL Second All-Rookie Team
- 2003 Bobby Orr Trophy
- 2008 All-Star-Team beim Spengler Cup
- 2009 Tschechischer Meister mit Energie Karlovy Vary
- 2009 Playoff-MVP der Extraliga
- 2009 Torhüter des Jahres der Extraliga

### International
- 2002 Bronzemedaille bei der U18-Junioren-Weltmeisterschaft
- 2002 All-Star-Team der U18-Junioren-Weltmeisterschaft
- 2002 Bester Torhüter der U18-Junioren-Weltmeisterschaft